# El motoarrebatador
El motoarrebatador es una película coproducción de Argentina, Francia y Uruguay que se estrenó el 7 de junio de 2018 escrita y dirigida por Agustín Toscano.
La película fue seleccionada para participar en la 71° edición del Festival de Cannes en la sección Quincena de Realizadores.

## Sinopsis
Un ladrón arrepentido por haber golpeado brutalmente a una anciana para arrebatarle sus pertenencias intenta compensarla por el daño infligido. Pero sus acciones pasadas como criminal le juegan en contra, impidiéndole redimirse y reanudar su vida de nuevo.

## Reparto
Participaron los siguientes intérpretes:
- Sergio Prina	...	Miguel Palaveccino
- Daniel Elías	...	Colorao
- Liliana Juárez...	Elena Suárez
- Leon Zelarayan	...	León Palaveccino
- Pilar Benítez	...	Luz Castillo
- Mirella Pascual	...	Flora
- Camila Plaate	...	Antonella
- Pablo Ríos...	Negro Pollera
- Rodolfo Juárez	...	Padre de Miguel
- Mauricio Quiroga	...	Hermano de Miguel
- Virginia Motte	...	Maestra Jardinera
- Jaime Mamani	...	Carcelero
- Gonzalo Delgado	...	Médico

## Recepción

### Crítica
Según Todas Las Críticas, sitio que recopila reseñas de críticos especializados, la película obtuvo una calificación de 78/100 cuyo promedio se deriva de 31 críticas, de las cuales el 100% fueron positivas.

## Premios y nominaciones

### Participación en festivales de cine
| Festival             | Fecha de evento            | Categoría                | Premio   |       |
| -------------------- | -------------------------- | ------------------------ | -------- | ----- |
| Festival de Cannes   | 9 al 19 de mayo de 2018    | Quincena de Realizadores | Nominado | [ 2 ] |
| Festival de Santiago | 19 al 26 de agosto de 2018 | Sección oficial          | Ganador  | [ 4 ] |